# Grazielle Pinheiro Nascimento
Grazielle Pinheiro Nascimento, född den 28 mars 1981 i Brasilia, Brasilien, är en brasiliansk fotbollsspelare. Vid fotbollsturneringen under OS 2004 i Aten deltog han i det brasilianska lag som tog silver. 